# Martín Abaurre
Rodrigo Martín Abaurre (Mendoza, 2 de noviembre de 1979) es un exfutbolista y entrenador argentino. Jugó de defensor y su último club fue Central Norte de Salta.

## Trayectoria

### Como jugador
Surgido de Godoy Cruz, en la temporada 2006-07 obtuvo el ascenso a la Primera B Nacional con Independiente Rivadavia.
En 2014, fichó por su cuarto club mendocino, Gimnasia y Esgrima, para disputar el Torneo Federal A y con el que logró ascender a la Primera B Nacional después de adjudicarse uno de los ascensos de la temporada 2014 de dicho torneo.

### Como entrenador
Se inició como ayudante de campo de Darío Alaniz en el período 2016-17 para Gimnasia de Mendoza, donde estuvo cerca de lograr el ascenso. Su primera experiencia como entrenador principal fue en el período 2018 nuevamente para el Lobo mendocino pero en dupla técnica con el Lechuga Alaniz.

## Clubes

### Como jugador
| Club                    | País      | Año       |
| ----------------------- | --------- | --------- |
| Godoy Cruz              | Argentina | 1997-2002 |
| Luján de Cuyo           | Argentina | 2002-2006 |
| Independiente Rivadavia | Argentina | 2006-2009 |
| Real España             | Honduras  | 2009-2010 |
| Colegiales              | Argentina | 2010-2014 |
| Gimnasia y Esgrima (M)  | Argentina | 2014      |
| Central Norte (S)       | Argentina | 2015      |

### Estadísticas como entrenador
| Club                   | Torneo | Temp.   | Pts. | PD | G | E | P | GF | GC | Dif. | Efect. (%) |
| ---------------------- | ------ | ------- | ---- | -- | - | - | - | -- | -- | ---- | ---------- |
| Gimnasia y Esgrima (M) | TFA    | 2017-18 | 13   | 6  | 4 | 1 | 1 | 8  | 4  | +4   | 72,22      |

## Palmarés

### Como jugador

#### Campeonatos nacionales
| Título             | Club                    | País      | Año     |
| ------------------ | ----------------------- | --------- | ------- |
| Torneo Argentino A | Independiente Rivadavia | Argentina | 2006-07 |

##### Otros logros
|                                                                                        |
| - Ascenso a la Primera B Nacional con Gimnasia de Mendoza en el Torneo Federal A 2014. |

### Como entrenador

#### Otros logros
|                                                                                           |
| - Ascenso a la Primera B Nacional con Gimnasia de Mendoza en el Torneo Federal A 2017-18. |